# Альварес, Ордоньо
Ордо́ньо А́льварес (исп. Ordoño Álvarez, его имя также пишут как Ordonho, Ordeone, Ordeano, Ordonio, Ordonius, Ordèon, Oddon, Oddone, а фамилию как Alurz, Arlutz) — архиепископ Браги, епископ Саламанки (1278 г.), испанский кардинал, декан Коллегии кардиналов с 1278 по 1285.

## Биография
Сын Педро Маурике, кастильского барона. До 1272 года служил аббатом в церкви города Усильос. Принимал участие во втором Лионском соборе 1274 года. 23 мая 1275 года избран архиепископом Браги. Консисторией 12 марта 1272 года провозглашен кардиналом-епископом Фраскати. Участвовал в выборах папы 1280—1281 годов (Мартин IV) и 1285 года (Гонорий IV). Оказывал помощь крестоносцам в Святой Земле. Участвовал в осуждении ереси секты флагеллантов, адепты которой проповедовали необходимость крещения кровью, а не водой, и наносили себе побои на спине.